# Baltimore-classificatie

De Baltimore-classificatie is gebaseerd op de configuratie van het genoom en replicatiewijze (mRNA-synthese)

De Baltimore-classificatie wordt gebruikt om biologische virussen in te delen op basis van het mechanisme van mRNA-productie. Het systeem werd in 1971 voorgesteld door bioloog David Baltimore, in een artikel genaamd Expression of Animal Virus Genomes. Oorspronkelijk bevatte de classificatie slechts zes groepen maar werd later uitgebreid met groep VII.

## Overzicht
De Baltimore-classificatie brengt virussen onder in 7 klassen:
| Klasse | Virusgroep        | Omschrijving |
| ------ | ----------------- | --- |
| I      | dsDNA-virussen    | Dubbelstrengs DNA, cytoplasmatisch gerepliceerd. (bijv. Adenovirussen, Herpesvirussen en Poxviridae)                                                                                       |
| II     | ssDNA-virussen    | Enkelstrengs DNA, waarvan na infectie de complementaire streng gesynthetiseerd wordt. Er is maar een familie binnen deze klasse: de parvoviridae. (bijv. Parvovirose)                      |
| III    | dsRNA-virussen    | Dubbelstrengs RNA (bijv. Reovirus) |
| IV     | (+)ssRNA-virussen | Positief enkelstrengs RNA, direct infectieus (bijv. Picornavirus en Togaviridae) |
| V      | (-)ssRNA-virussen | Negatief enkelstrengs RNA, niet direct infectieus (bijv. Orthomyxovirus en Rhabdoviridae)                                                                                                  |
| VI     | ssRNA-RT-virussen | Retrovirussen, die vanuit een positief enkelstrengig RNA na infectie door middel van reverse transcriptase dubbelstrengig DNA kunnen vormen (bijv. het humaan immunodeficiëntievirus (hiv) |
| VII    | dsDNA-RT-virussen | Dubbelstrengs DNA met een RNA-tussenvorm (bijv. Hepadnaviridae) |